# Stazione di Ostia Parmense
A Stazione di Ostia Parmense vasútállomás Olaszországban, Borgo Val di Taro településen található.

## Vasútvonalak
Az állomást az alábbi vasútvonalak érintik:
- Parma–La Spezia-vasútvonal

## Kapcsolódó állomások
A vasútállomáshoz az alábbi állomások vannak a legközelebb:
- Stazione di Roccamurata
- Stazione di Borgo Val di Taro